# Konténer

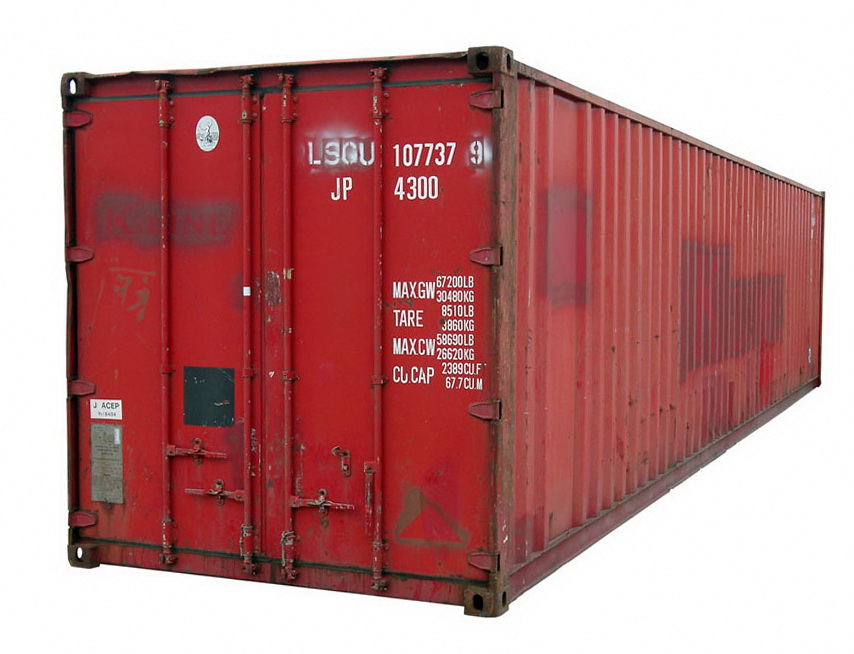
Konténer

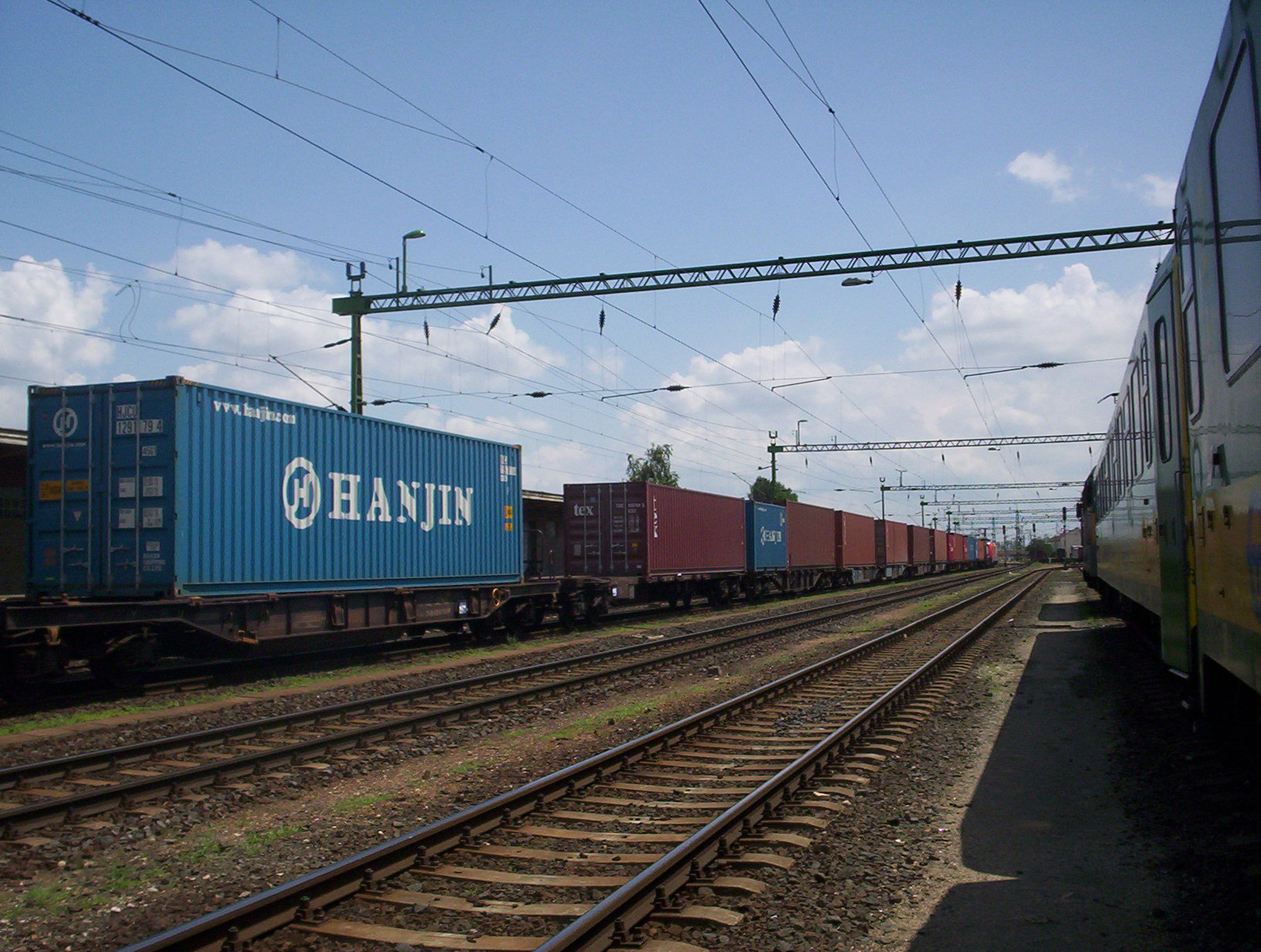
Konténervonat

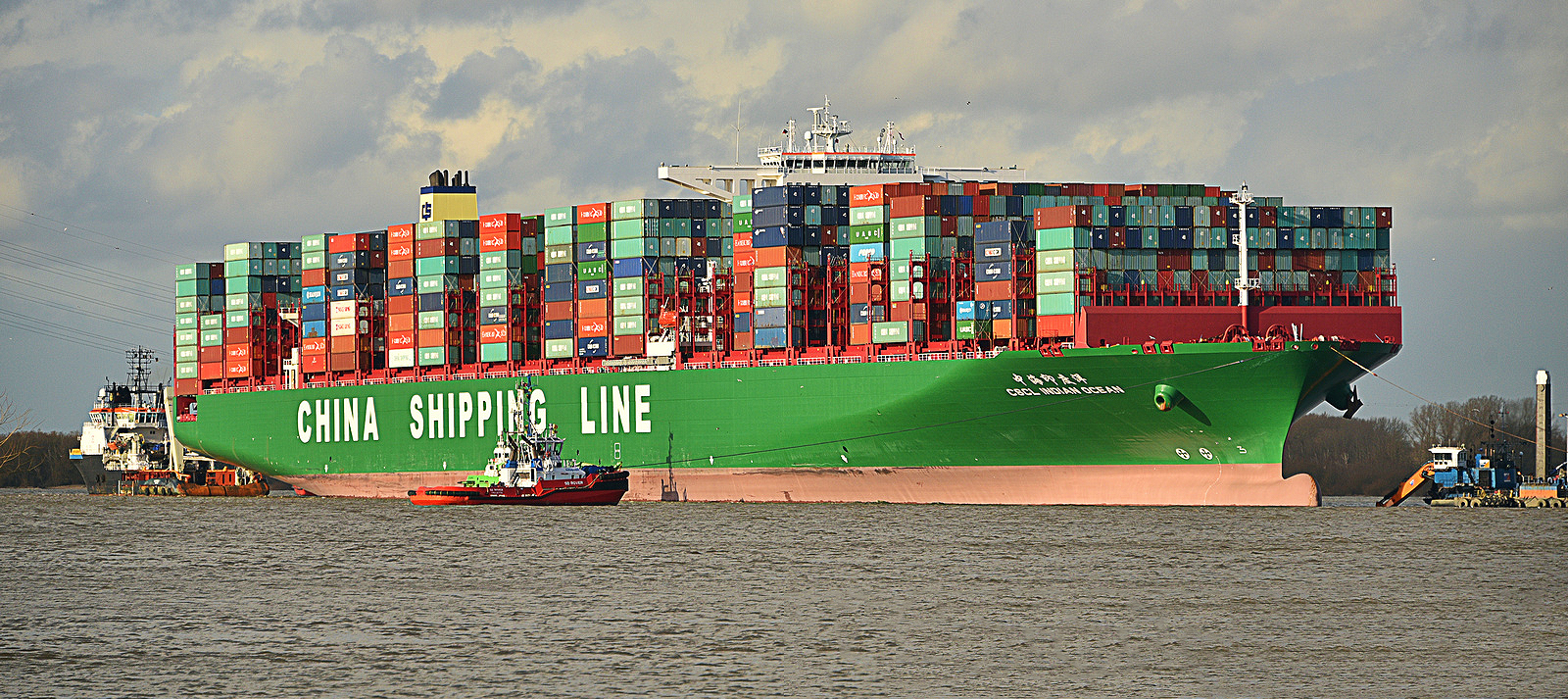
Konténerszállító hajó

A konténer a mindennapok egyik legismertebb szállítóegysége. A rakodási számítások egyszerűsítése céljából, ISO-container néven kötött méretű konténereket választottak alapegységül, ami a globális és intermodiális logisztika része.
A „konténer”, mint kifejezés számos más rendszerű cserélhető szállítóalkalmatosságot is jelent, például sittkonténer.

## Története
A mai modern konténerek Malcom McLean ötletén alapulnak. McLean egy családi benzinkutat üzemeltetett Észak-Karolinában az 1930-as években, aki akkor gondolkodott el először egy egységes szállítási rendszeren, mikor tartálykocsijával a kikötőbe ment üzemanyagért és ott tanúja volt a különböző áruk nehézkes, időrabló ki- és bepakolásának, miután szinte mindent egyesével kellett megmozgatni. A második világháború után McLean cége Amerika egyik legjelentősebb közúti fuvarvállalatává nőtt, ekkor tért vissza az ötletéhez. Az is gondot jelentett, hogy a konténermozgató infrastruktúrákat is létre kellett hozni a semmiből, McLean ezért 1955-ben vásárolt egy Ideal X nevű tankhajót, és annak felső fedélzetét 58 konténer szállításához alakította át, létrehozva az első konténerszállító hajó prototípusát. Az akkori bürokrácia és a dokkmunkások szakszervezetének lobbija is gátját jelentette az új rendszernek, például nem lehetett egy kézben közúti és tengeri szállítást végző cég, ezért McLean eladta teherautós cégét és egy 22 millió dolláros hitellel felvásárolt egy hajózási céget.

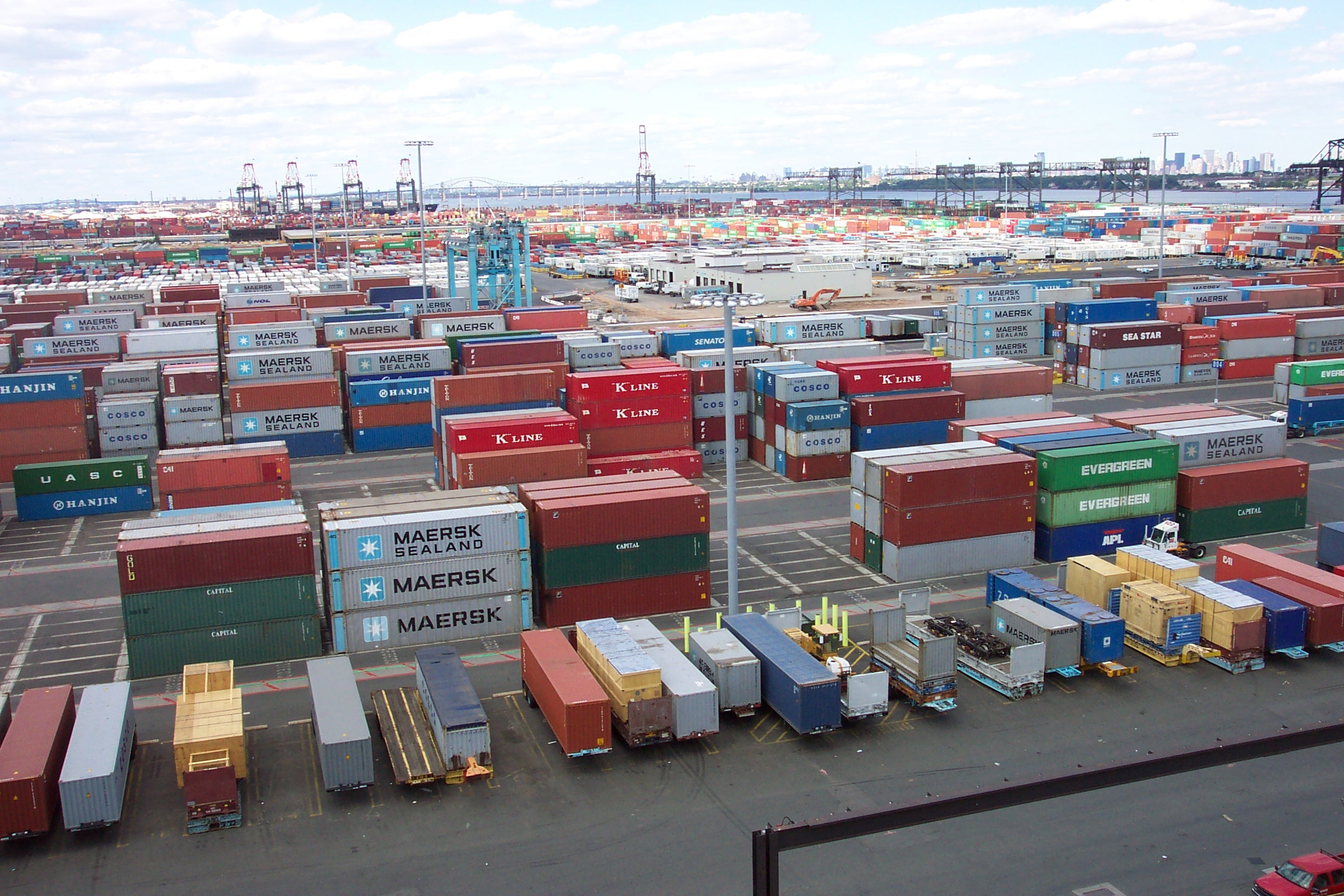
Port Elizabeth

Az első konténereket az ismert, kamionos pótkocsikat kifejlesztő Fruehauf Trailer Corporation segítségével alkotta meg. A következő fontos lépés az volt, hogy McLean nem védte le a szabadalmát, sőt ragaszkodott hozzá, hogy az ágazatban mindenki ingyen hozzáférhessen a fejlesztéshez. 1966-ra készült el az első konténerkikötő, Port Elizabeth New Yorkban. Hamar kiderült, hogy az új rendszer sokkal gyorsabbá teszi a berakodást és így a menetidőt is; a korábban akár hetekig tartó berakodás most 24 órára csökkent, ami jelentős költségmegtakarítást is eredményezett. A rendszer bevált és világszerte egyre több helyen valósultak meg a konténerkikötők a konténerek mozgatásához szükséges darukkal és egyéb gépekkel, illetve épültek egyre nagyobb konténerszállító hajók, ezzel együtt terjedtek el a konténerszállításra alkalmas teherautók és vasúti járművek is.

## A standard  ISO konténer méretei
Többfajta konténerméret szabványosult; arra is lehetőség nyílt, hogy ahol egy hosszabb konténer elfér, oda szükség esetén több rövidebb konténer is elhelyezhető legyen.

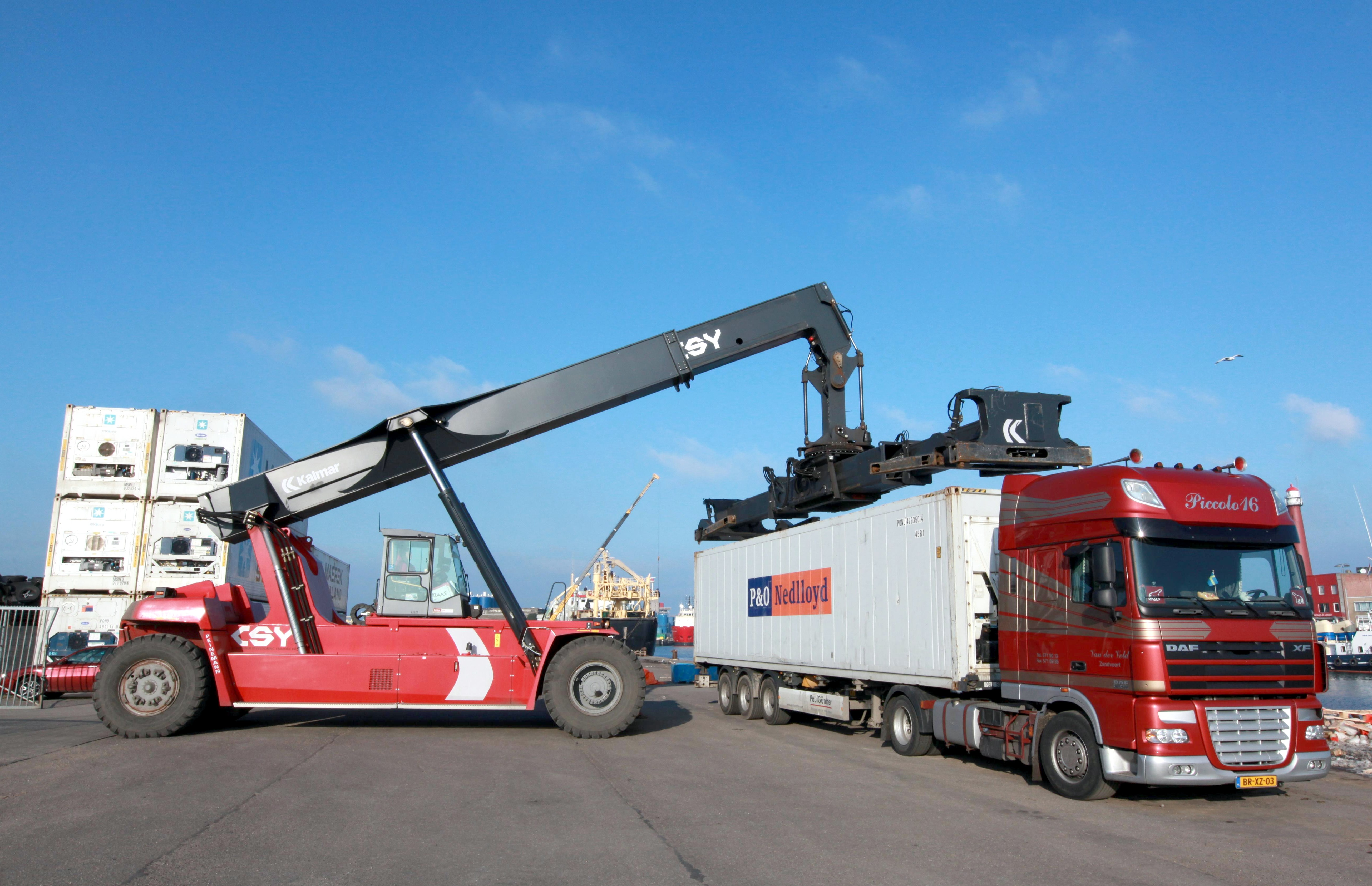
Konténerrakodás erre való konténeres targoncával

Az ISO 6346:2022: A konténerek azonosítását és jelölését szabályozza, beleértve a tulajdonos kódot, a berendezés kategória kódot, a sorozatszámot és az ellenőrző számjegyet. Ez a szabvány biztosítja az egyes konténerek egyedi azonosíthatóságát világszerte.
| Típus       | Hosszúság | Szélesség | Magasság | Tömeg   |
| ----------- | --------- | --------- | -------- | ------- |
| 6 lábas     | 1900 mm   | 1750 mm   | 1800 mm  | 500 kg  |
| 8 lábas     | 2438 mm   | 2000 mm   | 2221 mm  | 700 kg  |
| 10 lábas    | 2991 mm   | 2438 mm   | 2591 mm  | 1000 kg |
| 15 lábas    | 4550 mm   | 2200 mm   | 2260 mm  | 1300 kg |
| 20 lábas    | 6058 mm   | 2438 mm   | 2591 mm  | 2200 kg |
| 40 lábas    | 12 192 mm | 2438 mm   | 2591 mm  | 3700 kg |
| 40 lábas HC | 12 192 mm | 2438 mm   | 2900 mm  | 3900 kg |
| 45 lábas HC | 13 500 mm | 2438 mm   | 2900 mm  | 4200 kg |

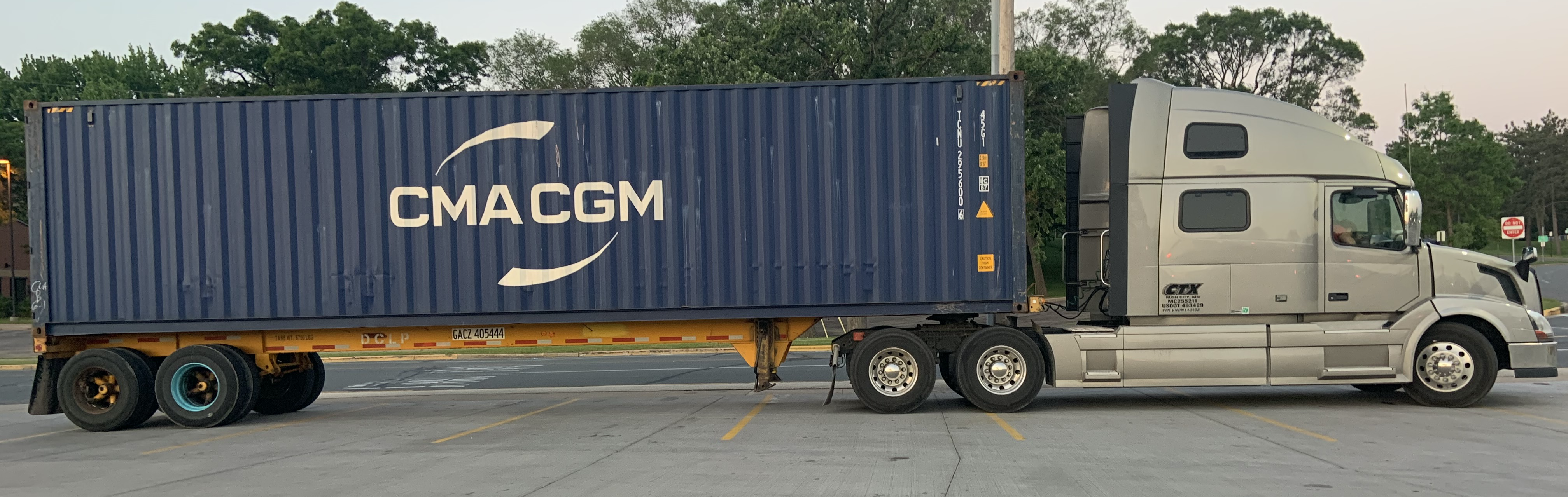
40 lábas konténert szállító kamion

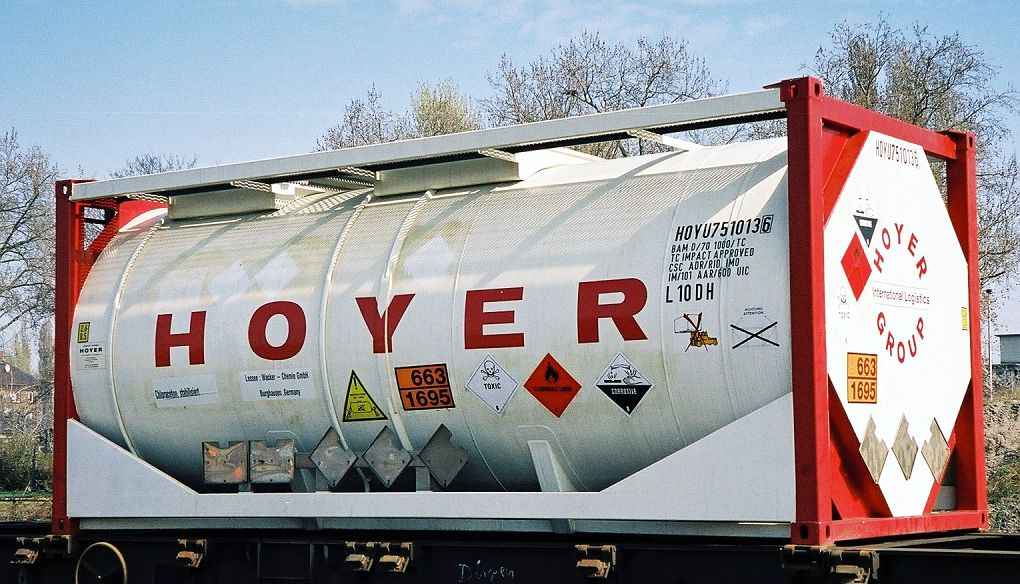
Tartálykonténer

A Biztonságos Konténerekről szóló 1972. évi Nemzetközi Egyezmény (CSC Egyezmény) megalapításának célja a nemzetközi konténeres szállítás biztonságának növelése és a konténerek kezelésének, halmozásának és szállításának megkönnyítése. Az Egyezmény meghatározza a konténerek tervezésére, vizsgálatára, jóváhagyására és karbantartására vonatkozó követelményeket. Magyarország megerősítő okiratát 1974. január 9-én helyezték letétbe, és az Egyezmény 1977. szeptember 6-án lépett hatályba Magyarország vonatkozásában. A 2003. évi LXIV. törvény a magyarországi kihirdetésről szól.

## Konténer típusok
Felhasználás szerint:
- Tengeri, áruszállító konténerek
- Hűtőkonténerek
- Tartálykonténerek
- Irodakonténerek
- Célkonténerek

## Egységrakományképzés
A konténerek gazdaságos megtöltését célszoftverek segítik. A rakományok jelentős részét raklapokon rögzítik. A raklapok a konténerekhez hasonlóan standard, szabványokba foglalt méretekkel rendelkeznek, de előfordulnak a szabványtól eltérő belső méretű konténerek, például az európai raklap szabványokhoz alkalmazkodó, belül kb. 5 centiméterrel szélesebb konténerek.

## Rakodás
A targoncáktól a kikötői darucsoportig számtalan eszközt fejlesztettek ki a gyors és biztonságos mozgatáshoz a különböző szállítóeszközök és a célfelhasználók kiszolgálására.

## Kombinált konténerszállítás
A célállomások között a konténerek többféle fuvarozási rendszerrel kerülnek szállításra. Ezt főleg a határidő/költség arány határozza meg.
- vasúti
- közúti
- folyami
- tengeri
- légi (sürgős esetben)

Nemzetközi, tengerentúli szállítmányozásban a tranzitidő (például légi szállításhoz képes) megnövekedő hosszát a költségek csökkentésével ellensúlyozza, ilyen esetekben tölt be kiemelkedő szerepet a konténeres szállítás. 
A konténerek alkalmasak az áruk védelmére – beleértve a dézsmálást is -, illetve a konténerek standard külső és belső méreteinek köszönhetően könnyen kalkulálhatóvá válik a szállítás költsége.

## Légi szállítás
Külön család a légiszállításhoz kialakított konténerek. Ezeknek a súlya és mérete alkalmazkodik a légijárművek raktereihez.

## Építmények

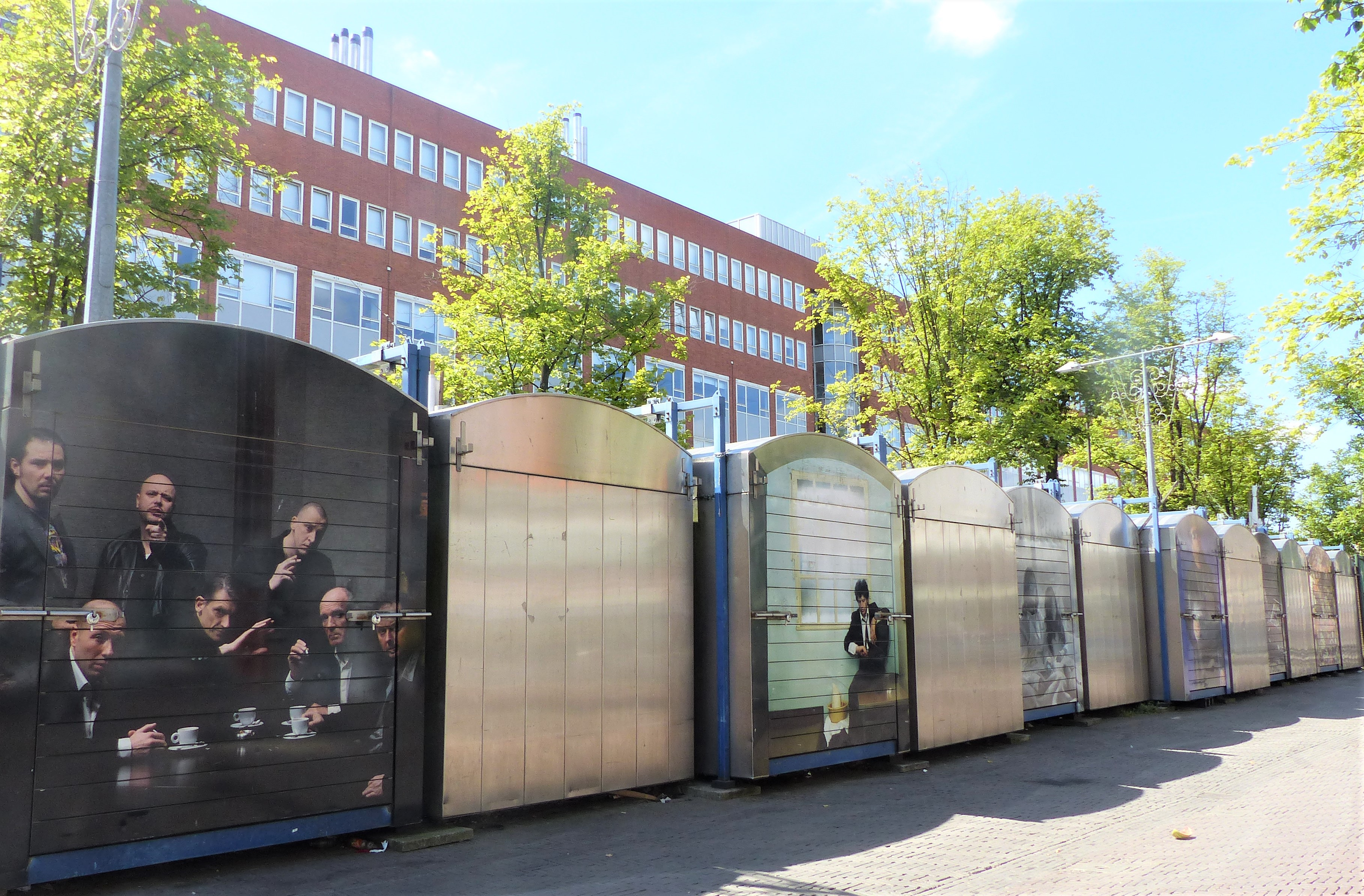
Piaci árusok konténerei Amszterdamban

Az összeépített konténerépület előnyei a hagyományos épületekkel szemben a gyors kivitelezhetőség és az előnyös ár.
A konténergyártás technológiája alkalmas építmények létrehozására is. A hétvégi háztól, a modulrendszer adta lehetőségek igénybevételével iskola, vagy akár többemeletes ház, vagy más nagyméretű építmény is kialakítható belőle. Érdekes példa a The Nomadic Museum New Yorkban.
A standard irodakonténerek tetszőlegesen egymás mellé és egymásra helyezhetőek. Az oldalfalak kihagyásával a belső tér a többszörösére növelhető. A konténerek esztétikus külső és belső kialakításának, műszaki felszereltségének köszönhetően különböző rendeltetésű épületek hozhatók létre, pl. lakó- és irodahelyiségek, tárgyalók, bemutatótermek, iskolák, raktárak, elárusítóhelyek.
A konténerek színre festése, belső elrendezése, nyílászárók elhelyezése a megrendelő igénye szerint alakítható ki. A kellemes környezet kialakítása érdekében klímaberendezéssel, redőnnyel, fűtőtesttel szerelhetők fel.
A fürdőkonténerek a lakó és irodahelyiségek kiegészítőiként vagy a telephely ideiglenes felszereléseként különálló egységekként is állhatnak.

## Egyéb konténeres szállítás

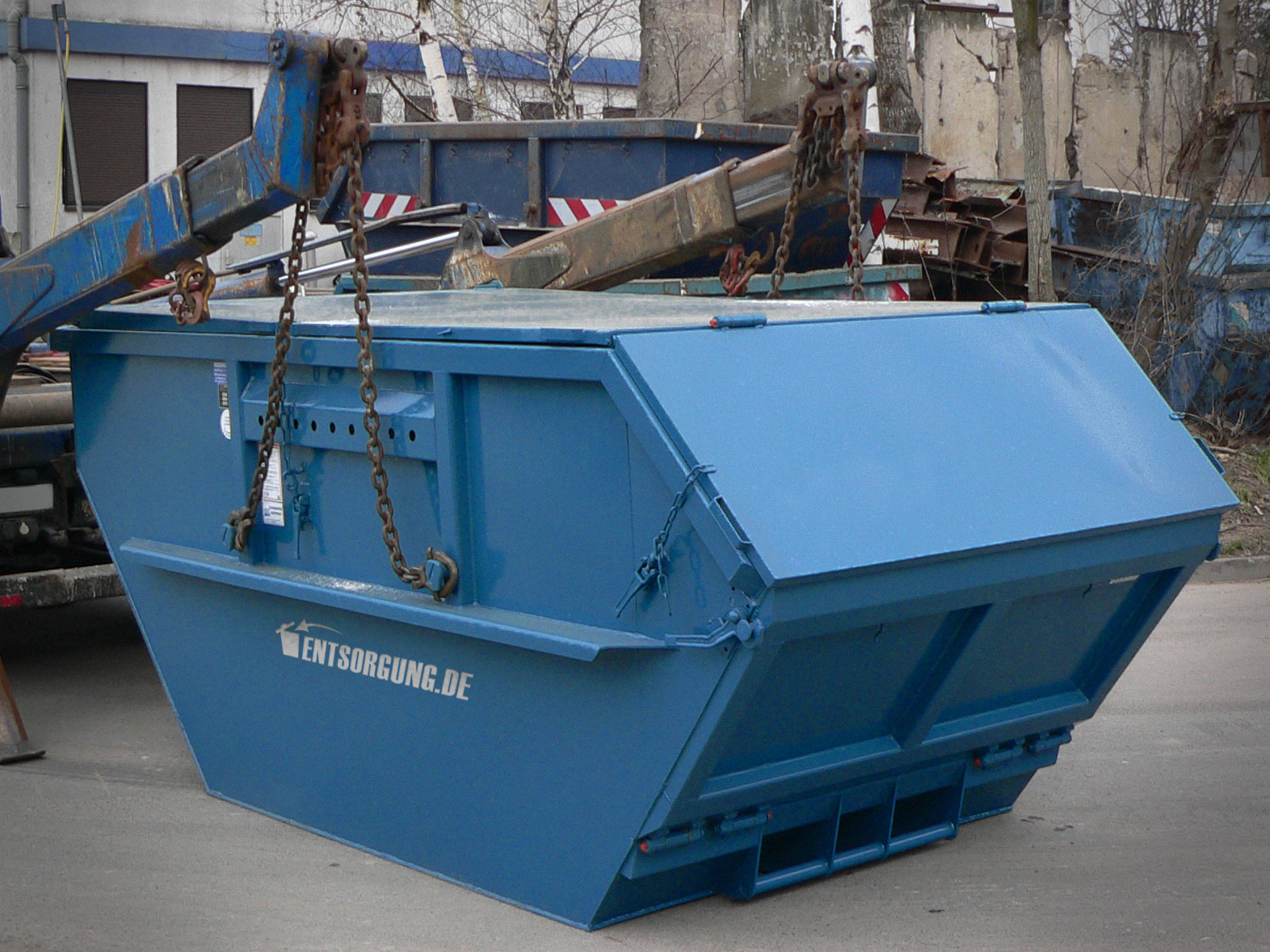
Láncos konténer (sittkonténer), a képen zárt változatban

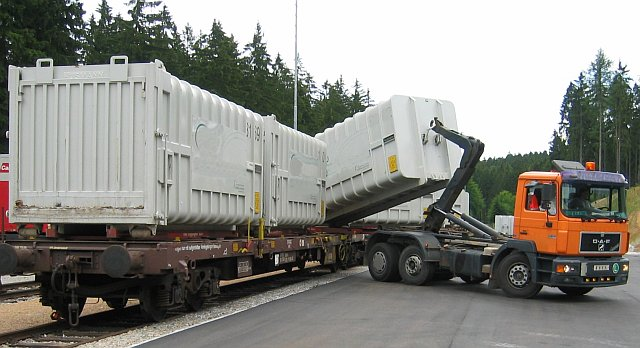
Multilift rendszerű konténerek horgos emelővel rendelkező teherautóval mozgathatók és szállíthatók, de vasútra is helyezhetők

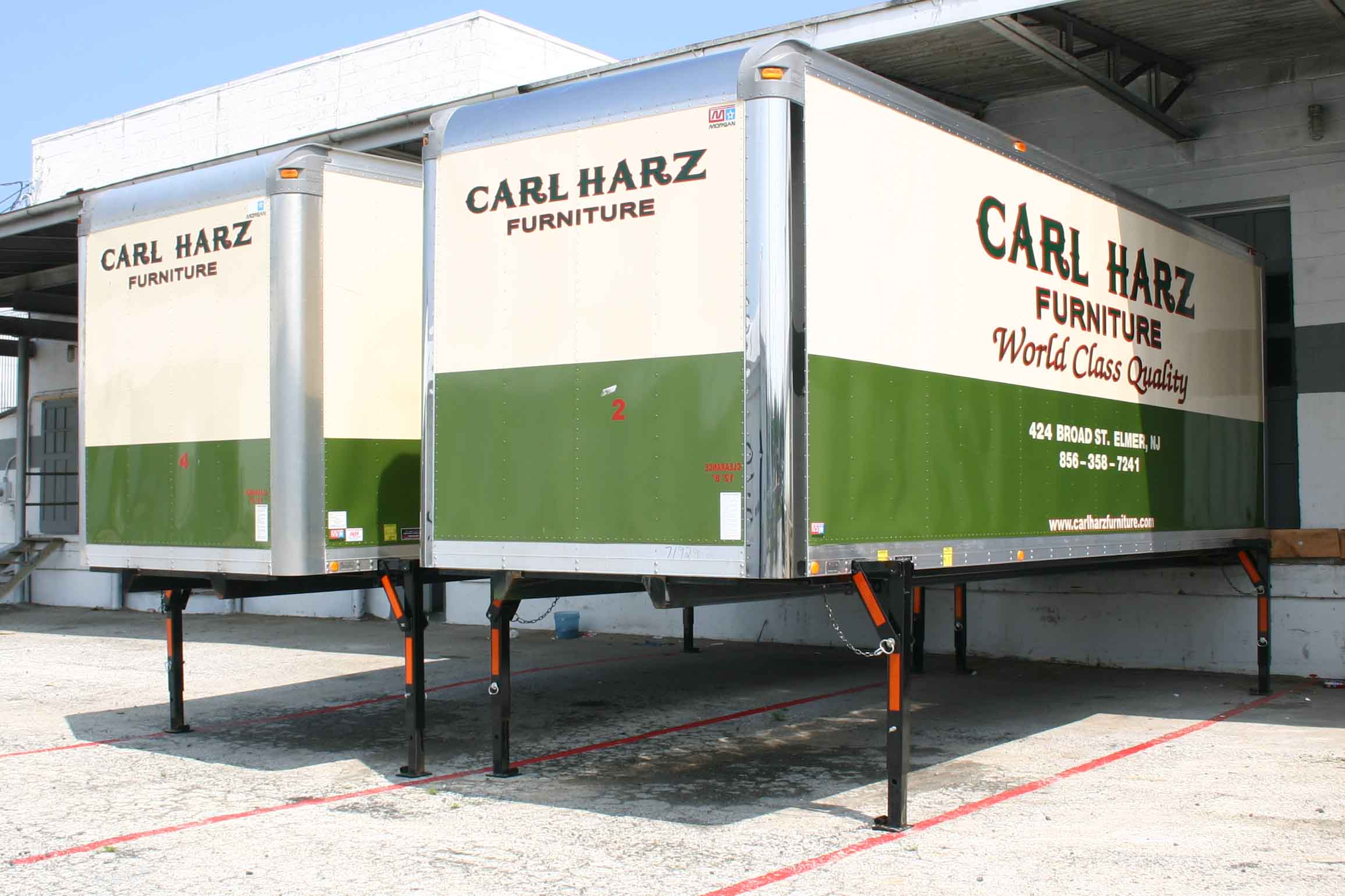
A konténerrendszerű cserefelépítmény teherautón és vasúton szintén szállítható

Az intermodiális konténereken kívül más konténeres szállításnak nevezett rendszerek is forgalomban vannak még. Három főbb típusa a láncos konténer, a multilift rendszerű konténer, amik nyitott és zárt kivitelekben is előfordulnak, valamint a kombinált fuvarozáshoz használt cserefelépítmény.
A láncos konténer nyitott változata főleg építkezés, lomtalanítás és egyéb alkalmi szállítás népszerű eszköze, a zárt akár hosszabb távú fuvarozásra is alkalmas, ami porózusabb anyagokat is megtart. A láncos konténerek további főbb altípusai az oldalemelős és a hátsóemelős konténer, ezen két típusnál az emelés kivitelezésnél (emelés iránya) található különbség.
A multiliftes konténereknél a konténer mintegy felépítményként kerül fel a szállító járműre, így nagyobb térfogatú és tömegét tekintve is méretesebb terhek szállítása is megoldható. Ezen konténerek fel és lerakodásához úgynevezett horgos konténeremelő szerkezet szükséges, mely egy hátrafelé mozgó hidraulikus gémmel működik, emiatt az ilyen rendszerű konténerek – vagy egyéb alkalmatosságok – homlokfalán akasztófül, a végeiken pedig alsó görgők kapnak helyet. Széles térfogat tartományban készülnek és a szállítása önrakodó céljárművekkel (láncos konténerszállító, illetve multilift rendszerű) történik.
A kombinált fuvarozáshoz használt konténerek szállítása speciális konténer szállító pótkocsikkal történik (konténer sasszé) a ki illetve berakó állomástól az adott kikötőig, ezeknek a cserefelépítményeknek saját kihajtható lábaik vannak, ezeken állnak, ha épp nem valamilyen közúti vagy vasúti járművön vannak.

## Jegyzet
1. ↑  Ki volt a konténerek ismeretlen feltalálója, aki megalkotta a globális teherszállítást? Index, 2022. április 20.
2. ↑  ISO 6346:2022 (angol nyelven). ISO. (Hozzáférés: 2025. július 22.)
3. ↑  2003. évi LXIV. törvény a biztonságos konténerekről szóló 1972. évi nemzetközi egyezmény kihirdetéséről - Hatályos Jogszabályok Gyűjteménye (angol nyelven). net.jogtar.hu. (Hozzáférés: 2025. július 22.)
4. ↑  Euro pallet (EPAL), epalpalet.com, hozzáférés: 2024. június 15.)